# Пфейффер, Рихард
Рихард Фридрих Иоганн Пфе́йффер (нем. Richard Friedrich Johannes Pfeiffer; 1858—1945) — немецкий бактериолог и иммунолог.
Член Германской академии естествоиспытателей «Леопольдина» (1927), иностранный член Лондонского королевского общества (1928).

## Биография
Пфейффер изучал медицину в Берлине и получил учёную степень в 1880 году. Затем до 1889 года он был военным врачом. С 1887 по 1891 годы он работал ассистентом у Роберта Коха в Берлине, где и защитил докторскую диссертацию в 1891 году. Как преемник Эрвина фон Эсмарха он получил в 1899 году кафедру гигиены в университете Кёнигсберга, а затем, в 1909 году в университете Вроцлава. Там он вышел на пенсию в 1925 году.

## Труды
Сферой его научной деятельности была бактериология, в которую он внёс большой вклад.
Вместе с Карлом Френкелем он обобщил учение Коха в одном очерке по бактериологии. Он впервые описал лизис бактерий, в 1892 году он сначала обнаружил гемофильную палочку (Haemophilus influenzae), ошибочно принятую за возбудителя гриппа, а в 1896 году Micrococcus catarrhalis.
Он был также одним из первооткрывателей прививок против тифа, чумы и холеры. В различных зарубежных экспедициях он исследовал чуму в Индии (вместе с Робертом Кохом) и малярию в Италии.
Впервые Пфейффер описал эндотоксины и их действие.

## Галерея

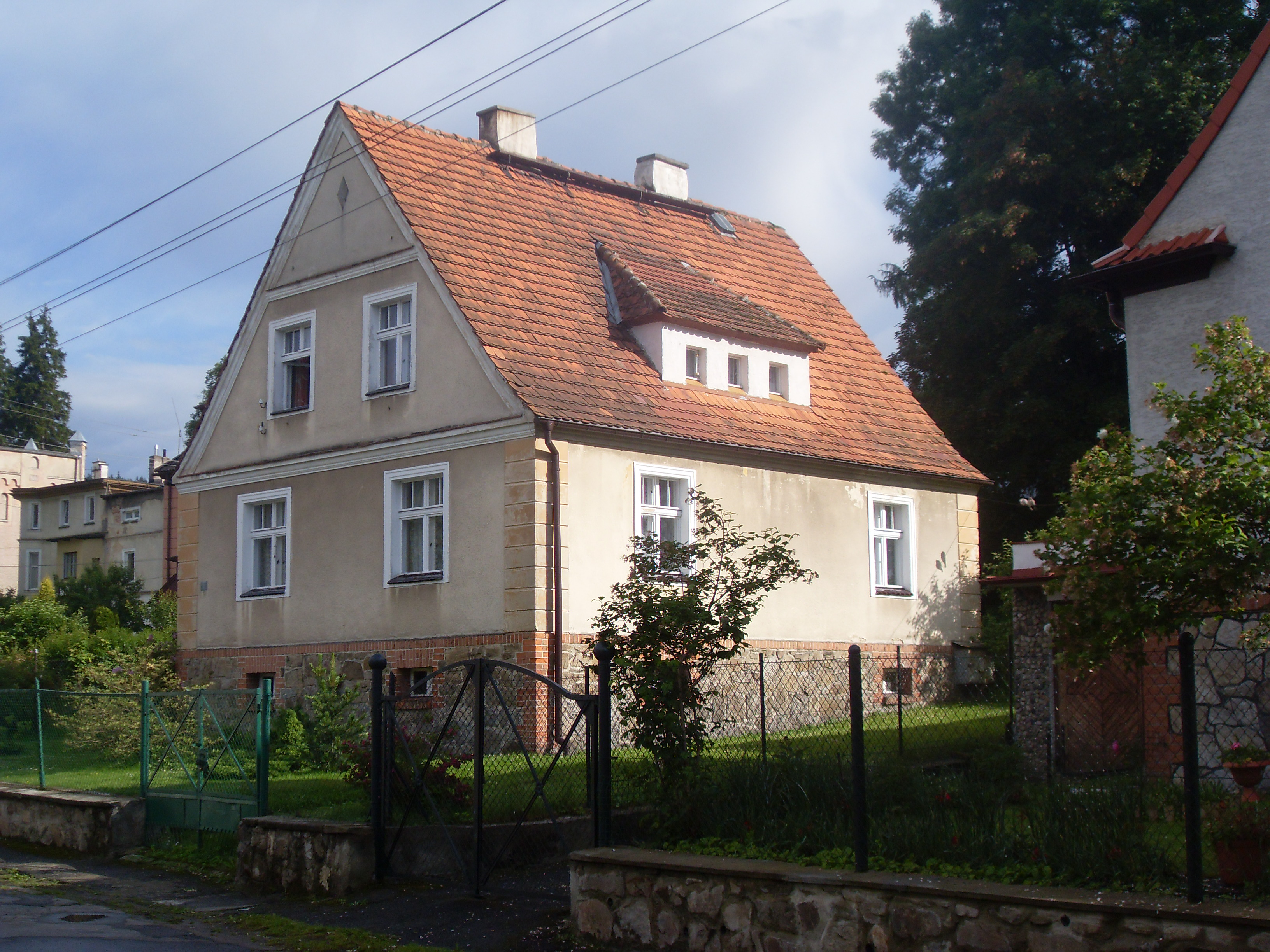
Дом Рихарда Пфейффера в городе Лёндек-Здруй
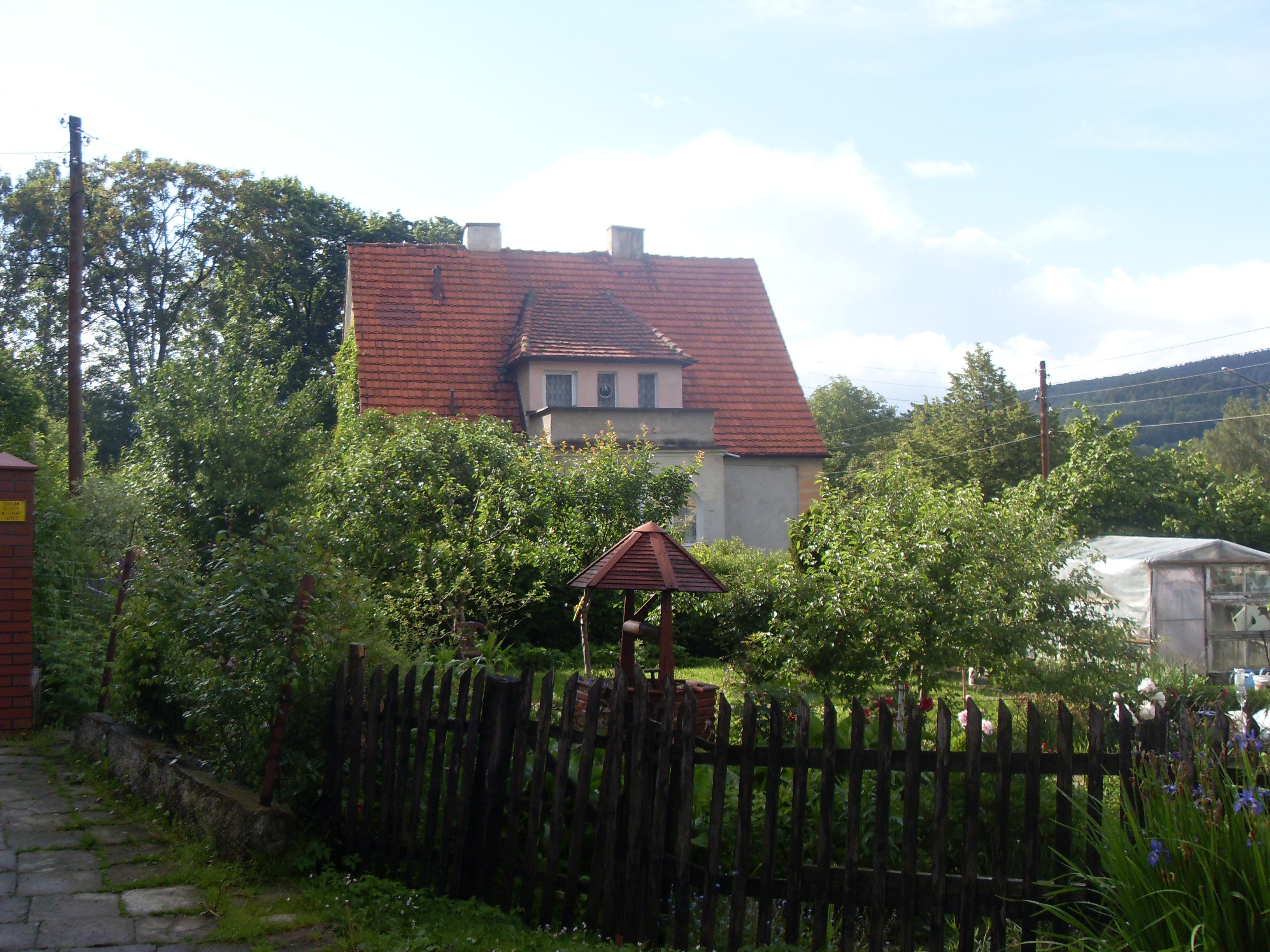
Дом Рихарда Пфейффера (2)